# Aknasugatag

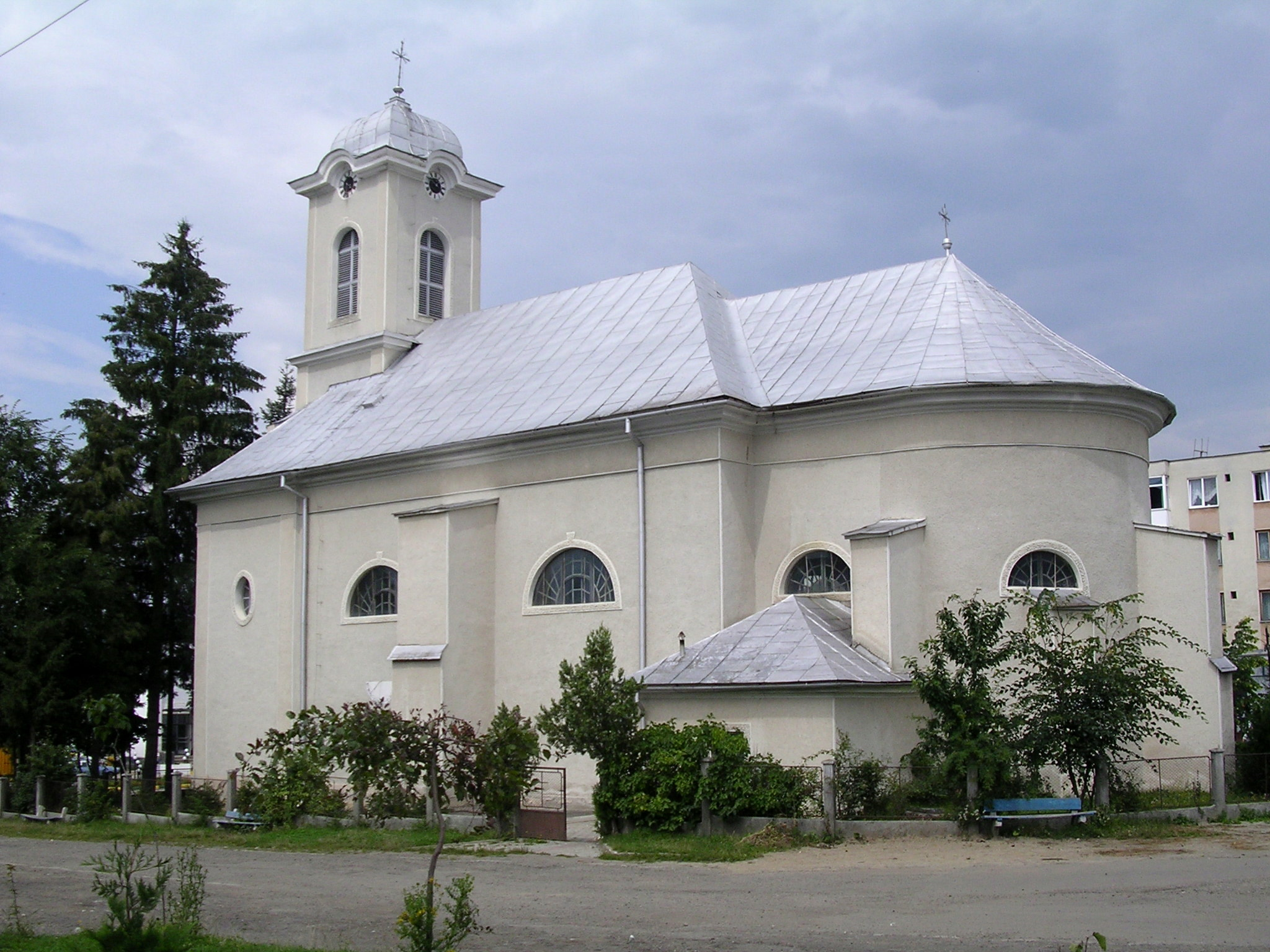
Katolikus templom

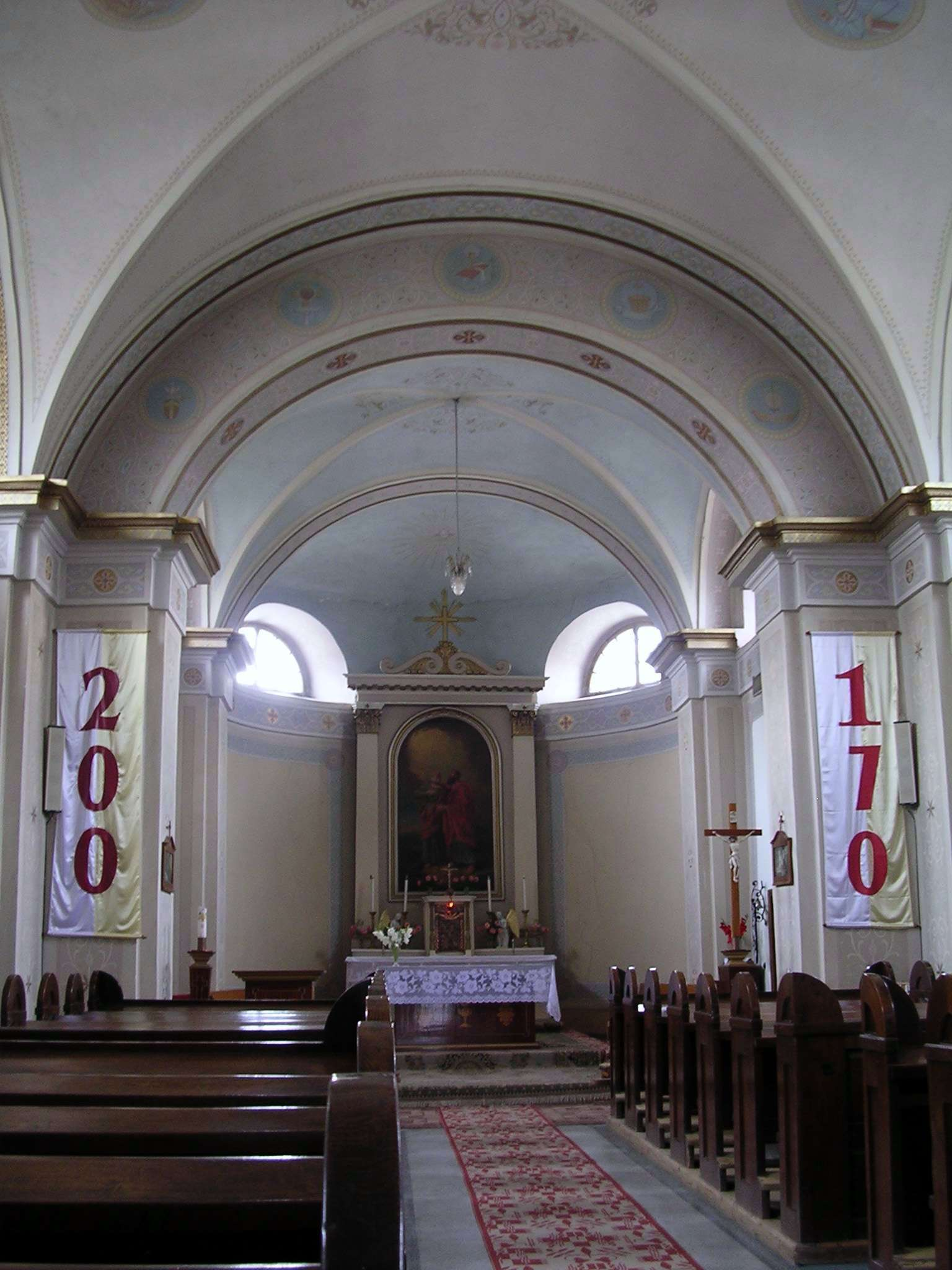
Katolikus templom belül

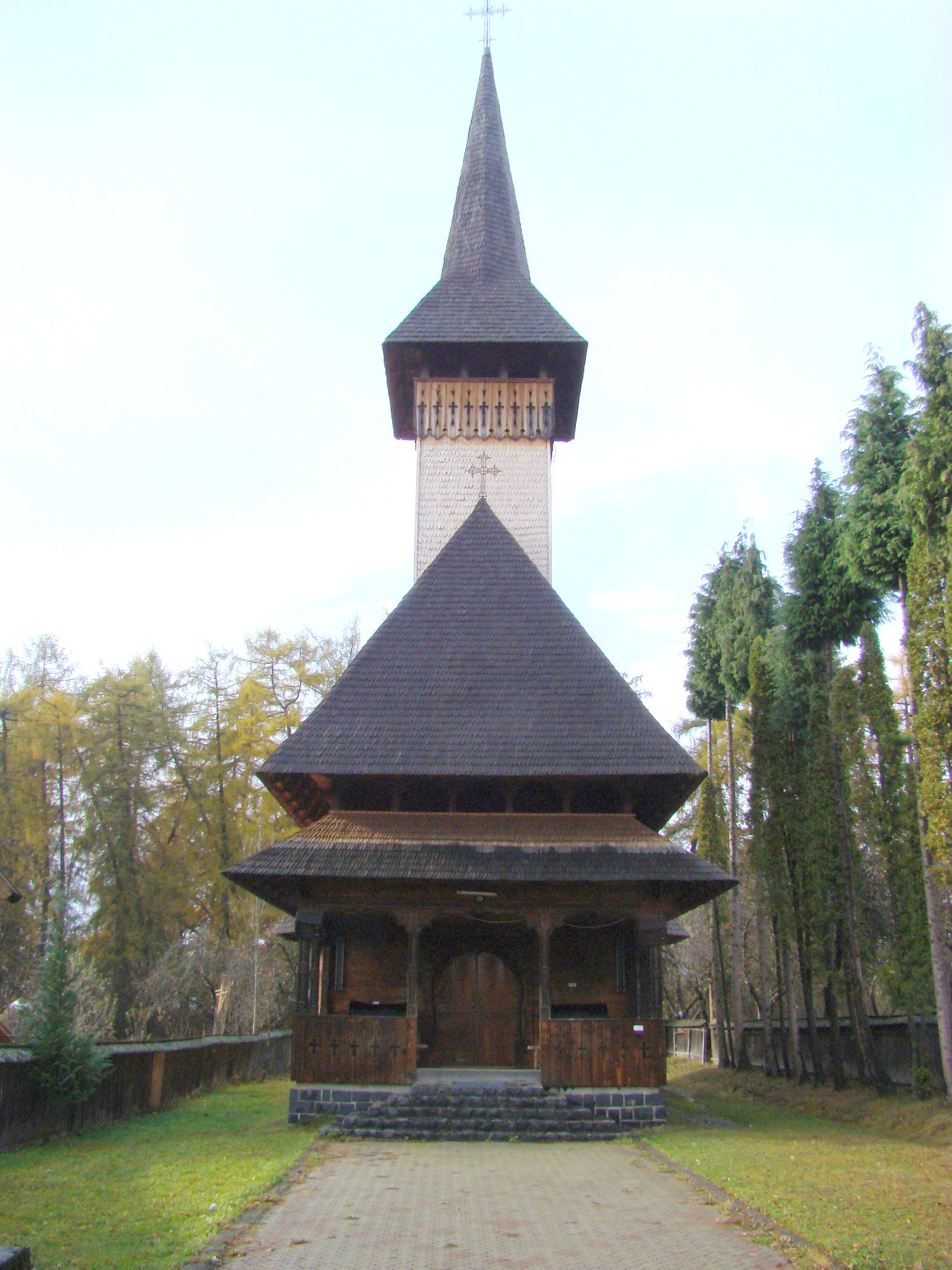
Ortodox fatemplom

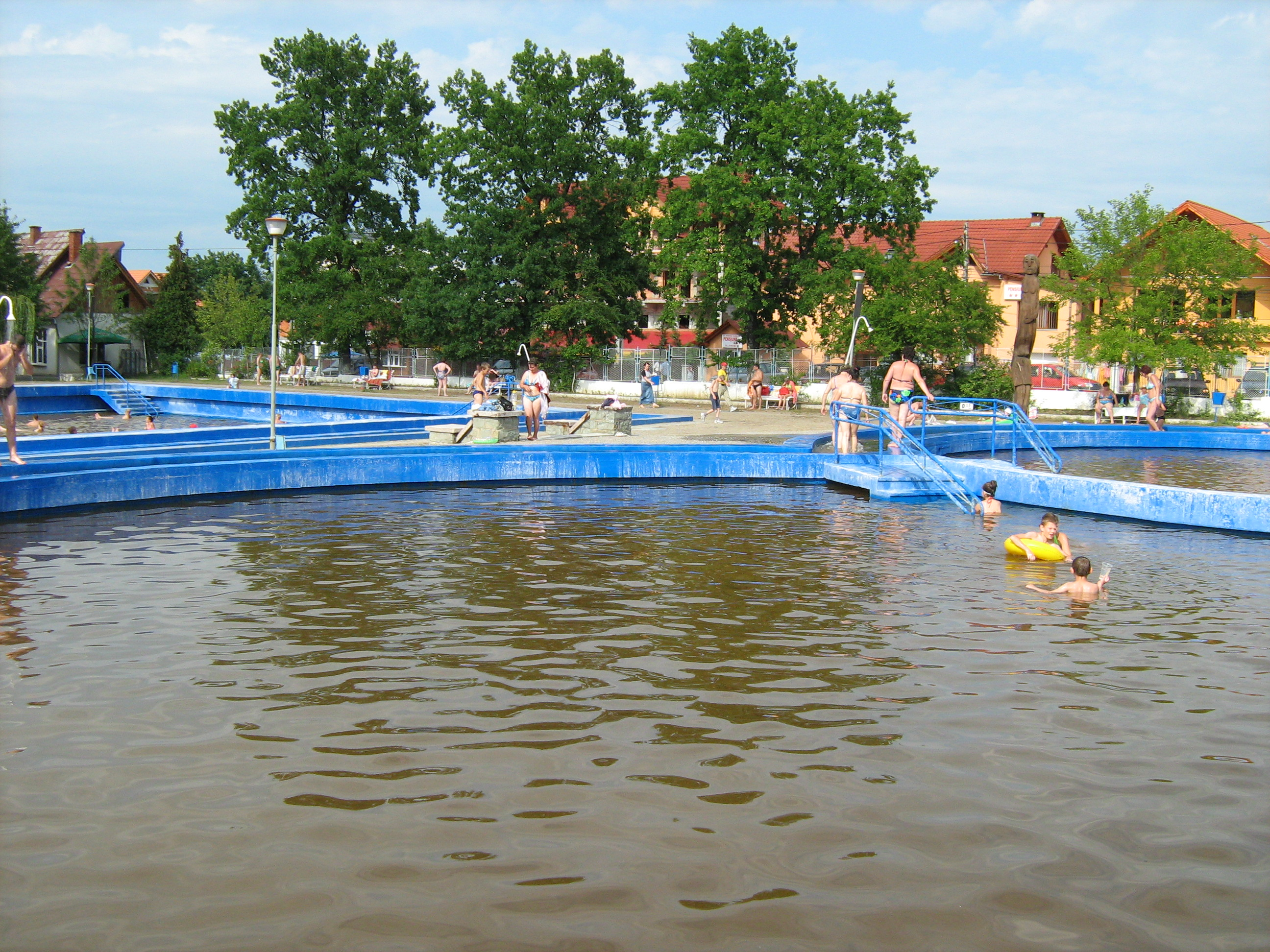
A strand

Aknasugatag (románul: Ocna Șugatag, jiddisül אוקנה-שוגאטאג) falu Romániában, a történeti Máramarosban, Máramaros megyében. Az Iza völgyének egyetlen, jelentős magyar népességgel rendelkező települése.

## Fekvése
A Mára és a Kaszó (Cosău) folyása között, a Máramarosi-medencében, Máramarosszigettől 18 km-re dél–délkeletre fekszik. A sótömzs 5×2,1 kilométeres alapterületű, 154 méter vastag, dőlése északnyugat felé 60–80°-os, felette 1–34 méter vastag sóagyag-, majd palaréteg található.

## Nevének eredete
Neve arra utal, hogy Falusugataghoz tartozó sóbányász telepből (akna 'sóbánya') fejlődött önálló településsé. Sugatagi Só Akna alakban 1799-ben, mint Akna Sugatagh 1828-ban jegyezték föl.

## Története
Külön története a 14. század elején kezdődött, amikor Falusugatag a Sugatagi Gyulafiak, Aknasugatag pedig előbb a Drágfiak, majd a 15. század végén a király tulajdona lett. 1355-ben említették először a sóbányát. 1360-ban vlach jogú település volt.
A sókitermelés a 18. századig főként külszíni fejtéssel történt. A középkor végén szláv és magyar, a 16. században német bányászok telepedtek le benne.
A 18–19. században a legfontosabb máramarosi sóbányász település volt. 1777-ben sóbányahivatalt állítottak föl, Gölnicbányáról és Szomolnokról pedig cipszer és szlovák bányamunkások költöztek be. Vályi András a 18. század végén még magyar–német–román településként írja le, de pár generáció alatt a németek, románok és szlovákok nyelvileg elmagyarosodtak. Az új sóbányászokkal az 1772-ben megnyitott Julianna- és Anna-aknát és az 1777-ben megnyitott Erzsébet-aknát vették művelés alá. Története folyamán az aknasugatagi bányászok folytonos küzdelmet vívtak a beszivárgó vízzel, és több új akna is hamar víz alá került.
1789-ben alakult meg római katolikus plébániája. 1817-ben telkeket osztottak a bányamunkásoknak és hat új aknát vettek művelés alá. 1838-ban 763 római katolikus (magyar, német és szláv nyelvűek) és 364 görögkatolikus lakosa volt. 1848. június 21-én választókerülete a helyi görögkatolikus pap, Bud János helyett a későbbi máramarosi főispánt, Iosif Mant küldte képviselőjeként a pesti országgyűlésbe.
1858-ban meteorológiai megfigyelőállomást hoztak létre benne, a mai Románia területén ez a legkorábbi ilyen létesítmény. 1861-ben megnyílt a nem sokkal korábban elhunyt Széchenyi Istvánról elnevezett gyógyszertára. 1866 és 1875 között évente átlagosan 22 tonna sót bányásztak. Ekkoriban 192 sóvágó és munkás és 18 hivatalnok dolgozott a sóbányáknál. 1883-ban Máramarossziget és a falu között keskeny nyomtávú vasút épült.
A 20. század első felében, 1948-ig járási székhely volt. Bár a bánya 1938-ban még 14 878 tonna sót termelt ki, 1950-ben bezárták.

## Látnivalók
- Strandja három medencéből áll, vize erősen konyhasós. Elődjét, a régi fürdőt 1931-ben nyitották meg, egy beomlott bánya helyén.
- Sós bányatavak és bányák: Gábor-tó (egy 1957–1958-ban beomlott bánya helyén, Románia legnagyobb aknatava), Feneketlen-tó (egy 1909-ben megnyitott bánya helyén, amelyet a beszivárgó víz miatt még abban az évben be is zártak), Boszorkány-tó, Gábor-bánya (1821 és 1950 között a legnagyobb bánya volt, ma zsombékos terület), Mihály-bánya (1802–1839), Kerekhegy-bánya (1942-ben zárták be) stb.
- Római katolikus temploma 1834–1836-ban épült. A faluban van egy 1979-ben épült ortodox fatemplom is.
- Kápolnák: Anna-kápolna, Mária-kápolna, Nepomuki Szent János-kápolna.
- Évente, augusztusban gulyásfőző fesztivált rendeznek.
- Elena Tămaș népi ikonfestő műhelye
- A falutól északra, 44 hektáron elterülő Király-erdő (Pădurea Crăiască), kocsánytalan tölgyes.[4]

## Híres emberek
- Itt született 1874. október 3-án Ivánovich Emil egri apátkanonok, pápai prelátus, jogakadémiai igazgató.
- Itt született 1894. április 5-én Zsedényi Béla legitimista, majd polgári demokrata politikus, az Ideiglenes Nemzetgyűlés elnöke. Apja a sóbánya hivatali főnöke volt.
- Itt született 1929. február 24-én Marga Barbu színésznő.
- Itt született 1991. november 8-án Ficzay Mária román válogatott labdarúgó.

## Gazdaság
Idegenforgalom, panziók.